# الإدارة البهائية
يسمى البهائيون أسلوب الحكم عندهم "النظام الإداري" أو "الإدارة البهائية". تتم إدارة المجتمع البهائي وفقًا للمبادئ العامة التي أعلنها بهاءالله في الكتاب الأقدس وفي كتاباته الأخرى، من خلال المؤسسات التي أنشأها، ومن ثم وضّحها ووسّعها عبد البهاء ومن بعده شوقي أفندي. على المستوى المحلي، يتم ذلك بانتخاب محفلٍ روحانيٍ محليٍ. وتستثني العملية الانتخابية الجماعات الحزبية والترشيحات للانتخابات والدعاية للمناصب. وللمحفل الروحاني المحلي سلطةٌ على جميع الشؤون المحلية للمجتمع البهائي. وأما على الصعيد الوطني، ينتخب البهائيون في كل بلدٍ خلال فترة الرضوان من كل عامٍ مندوبين للمشاركة في مؤتمرٍ مركزيٍ يُنتخب فيه أعضاء المحفل الروحاني المرکزي، والذي هو المسؤول عن إدارة شؤون البهائيين في جميع أنحاء البلاد. تُشكّل جميع المحافل الروحانية المرکزية في العالم بشكلٍ دوريٍ كل خمس سنواتٍ مؤتمرًا دوليًا يتم فيه انتخاب الهيئة العليا المشرفة على شؤون البهائيين في العالم والتي تُعرف باسم بيت العدل الأعظم، والذي يقوم بتطبيق القوانين التي أصدرها بهاء الله، ويشرّع في الأمور التي لم تتناولها النصوص المقدسة. ويُعتبر بيت العدل الأعظم رأس الإدارة البهائية، وعليه تقع المسؤولية النهائية للمحافظة على وحدته وتقدمه.

## النظام الإداري
يعتبر بيت العدل الأعظم الهيئة الرئيسية العليا في النظام الإداري البهائي. ويندرج تحت تعاليمه الهيئات المنتخبة التي تُعرف بالمحافل الروحانية المحلية والمحافل الروحانية المركزية والتي تعمل على رعاية أمور الجامعات البهائية، كلٌ حسب مستواه، حيث تباشر سلطاتها التشريعية والتنفيذية والقضائية. وهناك مؤسسةٌ تتشكل من أفرادٍ ذوي كفاءاتٍ عاليةٍ في الخدمة تُعرف بـ "هيئات المشاورين القارية" يتم تعيينهم للعمل بهديٍ من توجيهات بيت العدل الأعظم أيضًا، وذلك في مسعىً لممارسة التأثير الإيجابي على حياة الجامعة البهائية من القاعدة وصولًا إلى المستوى العالمي. إن أعضاء هذه المؤسسة يواظبون على تشجيع العمل البنّاء، واحتضان المبادرات الفردية، وتعزيز التعلّم في الجامعة البهائية ككل، بالإضافة إلى تقديم المشورة للمحافل الروحانية.
يؤدي كلٌ من المشاورين والمحافل الروحانية أدوارهم، كلٌ في مجال تخصصه، من حيث الصيانة والتجديد والترويج للبهائية في العالم. إن التفاعلات المنسجمة فيما بين المشاورين والمحافل الروحانية تضمن التشجيع لأعضاء الجامعة البهائية في جميع أنحاء العالم بصورةٍ مستمرةٍ، فهم يعملون معًا على تحفيز وتعزيز الجهود الفردية والجماعية من أجل المساهمة في رفاه المجتمع وإسعاده.
لا تُفهم المؤسسات البهائية في مغزاها على أنها وسيلةٌ لإدارة الجوانب الداخلية من حياة الجامعة البهائية، وإن كان ذلك مهمًا، ولكن المطلوب من النظم الإداري البهائي في المقام الأول أن يخدم كقناةٍ لتدفق روح الديانة من خلاله، حتى يجسّد خلال أدائه لعمله؛ تلك العلاقات التي من شأنها أن تربط أواصر المجتمع بعضها ببعض، وتعززه وتحميه، بينما تتقدم الإنسانية في مسيرتها نحو مرحلة النضج الجماعي.

## بيت العدل الأعظم
يقوم بيت العدل الأعظم بإدارة الشؤون العالمية للجامعة البهائية والتنسيق بينها. ومن مسؤولياته حفظ وحدة العالم البهائي، ورسم الخطط لتوطيد دعائمه، ونمو الجامعة البهائية العالمية، ونضوج هيئاتها الإدارية، ونشر تعاليم الدين البهائي في العالم، والتأثير إيجابيًا فيما يعود بالخير والمنفعة العامة على الناس كافةً. ويدعو بهاءالله بيت العدل الأعظم لكي يسعى لإحلال السلام الدائم بين أمم العالم ودُوَله، وتربية العباد، وازدهار الحضارة الإنسانية. ويقوم بيت العدل الأعظم بتنظيم حملاتٍ وتنفيذ مبادراتٍ مختلفةٍ للدعوة للسلام العالمي، وتطوير المشاريع التي تدعم التعليم، وحقوق الإنسان، و تحسين أوضاع المرأة، ومشاريع التنمية الاجتماعية والاقتصادية.
وبالإضافة إلى سلطته التشريعية والإدارية، يقوم بيت العدل الأعظم بإدارة الشؤون العالمية للجامعة البهائية والتنسيق بينها. ويكفل بيت العدل الأعظم تقيُّد الجامعة البهائية في كل أنحاء العالم بالشرائع والأحكام التي جاء بها بهاء الله، ومن ضمنها احترام قوانين الدول والحكومات التي يعيشون في ظلّها سواء كانوا يشكّلون أغلبيةً أو أقليةً سكانيّةً في تلك الدول.
يُعتبر بيت العدل الأعظم من قِبَل البهائيين هيئةً معصومةً ومؤيدةً من قِبَل الله، أُذِن لها بالتّشريع فيما ليس مذكورًا في كتب بهاء الله وألواحه أو في كتابات عبد البهاء. وطبقاً للنص الواضح من قبل كلّ من بهاء الله وعبد البهاء، فإنَّ لتشريعات بيت العدل الأعظم لدى البهائيين السلطة ذاتها التي تتمتع بها النصوص المقدسة. والفارق هنا، أنَّ بيت العدل الأعظم يحقّ له تغيير أو نسخ أيٍّ من تشريعاته هو حسب تطور الجامعة البهائية أو حسب ما يستجدّ من الظروف، ولكنه لا يملك الحق في تغيير أو نسخ أيٍّ من الأحكام والشرائع التي أنزلها بهاء الله. ويتم اتخاذ كل القرارات بالإجماع في جوٍ من المشورة الهادئة والهادفة، فإن تعذّر فبأكثرية الآراء. وكذلك ليس لـ أعضاء بيت العدل الأعظم (كأفرادٍ) أية صلاحياتٍ خاصةٍ أو رتبةٍ دينيةٍ.
يُجرى انتخاب أعضاء بيت العدل الأعظم التسعة كل خمسة سنواتٍ في مؤتمرٍ عالميٍ يُعقد خلال فترة الرضوان، يشارك فيه أعضاء المحافل الروحانية المركزية (الدولية) من كل أنحاء العالم، ويجري الاقتراع بدون ترشيحٍ أو حملاتٍ دعاية. ويمكن اختيار أي فردٍ من بين الرجال البهائيين بالعالم، بغضّ النظر عن العرق، أو الجنسية، أو الحالة الاجتماعية والاقتصادية للفرد المُنتَخب. ولقد اشترك في مؤتمرٍ انتخابيٍ عُقد في عام 2003م الناخبون الوكلاء الذين مثّلوا أكثر من مئة وثمانٍ وسبعين جامعةً من الجامعات البهائية. ويعتبر البهائيون بيت العدل الأعظم المرجع الأعلى لجميع المؤسسات والأفراد البهائيين في العالم إداريًا وروحيًا.
تم إنشاء بيت العدل الأعظم في الموقع الذي عيّنه بهاء الله في «لوح الكرمل» على سفح جبل الكرمل، في مدينة حيفا بالأراضي المقدسة. وصار هذا الموقع، حسب إرشادات بهاء الله، مقرًا لبيت العدل الأعظم، ومركزًا للدين البهائي.

## المؤسسات الإدارية المحلية والمركزية
إن عدم توفر الكهنة ورجال الدين في النظم البهائي يضع مسؤولية إدارة شؤون الجامعة البهائية على عاتق الأفراد، مما يؤدي إلى مشاركة الأفراد الفعلية على المستوى المحلي (المدينة أو القرية) و المركزي (الدولة)، و العالمي. وقد تأسس أول المحافل الروحانية المحلية في نهاية القرن التاسع عشر. وفيما يلي موجزٌ عن المحافل المحلية والمركزية وصلاحياتها.
المحافل الروحانيّة المحلـّيــّة
على النّطاق المحلّي، يتم إدارة شؤون المجتمع البهائي عن طريق محفلٍ روحانيٍ محلّيٍ في كل مدينةٍ أو قريةٍ يكون فيها عدد البهائيّين الذين أتموا سن الحادية والعشرين تسعةً فأكثر. ويتكــوّن المحفل من تسعة أعضاء، يُنتَخبون من بين رجال ونساء المجتمع البهائي المحلي. ومن مسئوليات أعضاء المحافل الرّوحانيّة المحليّة التشاور في مصالح الجامعة، ويتم اتخاذ القرارات بالإجماع بعد إجراء المشورة الهادئة الهادفة وإلاّ فبالأكثرية. ولان أعضاء هذه المحافل من الأشخاص الذين يقيمون في هذه المناطق، والذين تم انتخابهم حسب إرادة الجامعة المحلية، فهم على علمٍ باحتياجات مجتمعهم المحلي ومؤهلون لإدارة شؤونه. ويحثّ البهائيون على اتباع قرارات المحافل المحلية بطاعةٍ قلبيةٍ خالصةٍ، ولكن للأفراد، عند الضرورة، حقّ عرض وجهة نظرهم على المحافل المحلية، على أن يتم ذلك بكل احترامٍ للهيئة الإدارية المنتخبة. ويتم انتخاب المحافل المحلية في 21 إبريل من كل عامٍ.
تكوّن المحافل الرّوحانيّة المحلّية الوحدة الأساسيّة لنظام بهاء الله العالمي، وتهتم بالأفراد والعائلات البهائية، وتشجعهم على إقامة مجتمعٍ بهائيٍ قائمٍ على الأوامر والتعاليم والمبادئ التي أعلنها بهاء الله، وتقديم الخدمات الإدارية للجامعة البهائية المحلية. وتقع عليها أيضًا مسؤولية تجديد قواعد الأخلاق، وبعث حياة اجتماعية تتسم بالانسجام والتفاهم بين الناس، والعمل على خدمة مصالح المناطق والأقاليم والأمم التي تنتمي إليها تلك الجامعات. فبالإضافة للعمل على دعم وتيسير الشؤون الإدارية للجامعة البهائية المحلية، فإن على المحافل المحلية المشاركة الفعالة، ودعم المشاريع المحلية التي قد تساعد على خلق روح الإخاء والتعاون بين أفراد المجتمع المحلي، وتشجيع أفراد الجامعة على المشاركة بالنشاطات الاجتماعية والخيرية والبيئية، والمساهمة في نشر مبدأ وحدة العالم الإنساني. وعليها أيضًا أن تحترم قوانين مجتمعاتها وتتقيّد بها، بدون أن يكون لها، حسب المبادئ البهائية، أية مشاركةٍ أو تمثيلٍ سياسيٍ على النطاق المحلي أو الدولي.
المحافل الروحانيّة المركزيّة
بالإضافة إلى المحافل المحلية التي تُعتبر لبنة الأساس في النظام الإداري البهائي، يوجد في كل قُطرٍ محفلاً روحانيًا مركزيًا يتألف من تسعة أعضاء. ويتم انتخاب أعضاء المحافل المركزية من قِبَل وكلاء عن المجتمعات البهائيّة المحلية، وينتخب الأعضاء من بين البهائيّين، رجالاً ونساءً، الذين أتموا سن الحادية والعشرين والمقيمين بالقُطر. ويتم انتخاب المحافل الروحانية المركزية مرةً كل عامٍ خلال اجتماعاتٍ تُعقد عادةً في نهايات شهر أبريل.
ويُشرف المحفل الروحاني المركزي على إدارة شؤون البهائيّين في تلك الدولة بما في ذلك المحافل الرّوحانيّة المحليّة في المدن والقرى المختلفة. وكما هو الأمر فيما يتعلق بالمحافل الروحانية المحلية، فإنه لا يُسمح بالترشيح للانتخابات، ولا القيام بالدعايات الانتخابية من قِبل أعضاء الجامعة أو غيرهم. تتم الانتخابات عن طريق الإدلاء بالرأي بالاقتراع السرّي. وتخضع المحافل الروحانية المركزية في جميع أنحاء العالم لدستورٍ يوضّح سلطاتها وواجباتها وكيفية الإشراف على جميع الأنشطة والشؤون البهائية في البلد الذي تتواجد فيه. والمحفل المركزي هو الهيئة التي تمثل شؤون البهائيين العامة في تلك الدولة، وخاصةً فيما يتعلق بعلاقة الجامعة الرسمية مع المؤسسات الرسمية لتلك الدولة، وذلك مع الحفاظ على مبدأ عدم التدخل في الأمور الحزبية والسياسية.
ويقوم أعضاء المحافل الروحانية المركزية في العالم، باعتبارهم وكلاء يمثّلون جميع البهائيين في العالم، في مؤتمرٍ عالميٍ يُعقد في المركز البهائي العالمي مرةً كل خمس سنواتٍ، لانتخاب تسعة أفرادٍ من بين بهائيي العالم، ليصبحوا أعضاء بيت العدل الأعظم.

## تاريخ الإدارة البهائية

### أثناء حياة بهاء الله
كتب بهاء الله خلال الأربعين سنةً التي أعلن فيها دعوته، والتي قضى معظمها في الحبس والنفي، العدد الوفير من الكتب والرسائل باللغتين العربية والفارسية. تم التعرف على حوالي 15,000 أثرٍ مكتوبٍ عن بهاء الله. ومن بين أعماله العظيمة والمهمة الكتاب الأقدس (كتاب التشريع)، و كتاب الإيقان، والكلمات المكنونة، والوديان السبعة، والوديان الأربعة، وجواهر الأسرار. وخلال إقامته في أدرنة (تركيا) سنة 1866، وكذلك بعدها خلال سجنه في قلعة عكا سنة 1868م، أرسل بهاءالله عدة رسائل إلى ملوك وسلاطين ذلك العصر ولبابا الكنيسة الكاثوليكية، أعلن لهم فيها عن دعوته، ودعاهم فيها إلى نبذ الخلافات وإلى العمل من أجل وحدة العالم ومن أجل السلام العام. وكان من ضمن هؤلاء، السلطان عبد العزيز سلطان الإمبراطورية العثمانية، وناصر الدين شاه إمبراطور بلاد فارس، ونابليون الثالث رئيس فرنسا، والملكة فكتوريا ملكة بريطانيا، وملك النمسا، وقيصر روسيا وغيرهم.
أكدت كتابات بهاء الله مرارًا أن رسالته موجهةٌ إلى جميع البشر، وأن الغرض من تعاليمه هو إعادة بناء العالم والنهوض بالإنسانية جمعاء. نادى بهاء الله صراحةً بمبدأ وحدة الجنس البشري، وحثّ رؤساء الدول على العمل معًا لحل النزاعات القائمة وتحقيق السلام، والحفاظ عليه من خلال خلق الأمن الجماعي. كما دعا إلى اعتماد لغةٍ وكتابةٍ دوليةٍ من أجل تحقيق مجتمعٍ عالميٍ موحدٍ، وتعزيز نظام التعليم العام والإلزامي، وإنشاء عملةٍ وقياسٍ واحدٍ. أكّد بهاء الله في تعالميه على نبذ التعصبات الدينية والعرقية وتجنب القومية المتطرفة. ذكر بهاء الله في كتاباته أن الرجل والمرأة متساويان عند الله ولا تفوّق لأحدهما على الآخر. دعى في تعاليمه بقوةٍ إلى تحرير المرأة، وحظر العديد من الممارسات التمييزية ضد المرأة؛ مثل الزواج المؤقت، أو الزواج القسري، وزواج الفتيات تحت سن الخامسة عشر، والطلقات الثلاث، كما أن تركيزه على تعليم الفتيات هو مثالٌ آخرٌ على دعمه لتحسين وضع المرأة.
في آخر تسعة عشر عامًا من حياته، كتب بهاء الله أعمالًا مهمةً، بما في ذلك لوح الإشراقات، ولوح البشارات، ولوح التجلیات، ولوح الطرازات، والتي شرح فيها المبادئ الأخلاقية والروحية للنظام العالمي، بما في ذلك سيادة القانون والطاعة للحكومة، وفصل الدين عن السياسة، واختيار مبدأ مشترك للغةٍ وخطٍ عالميٍ، وتحريم الجهاد، وضرورة تعليم وتربية الأطفال، وتعزيز وحدة الجنس البشري، وتحقيق السلام العالمي. واستمر في كتاباته التي تعتبر المصدر الأول للتشريع والروحانيات والنظام الإداري البهائي. تمت ترجمة أعمال بهاء الله إلى أكثر من 800 لغةٍ في العالم ونُشرت حتى اليوم في أكثر من 200 دولةٍ.

### أثناء دورة عبد البهاء
لقد صرّح بهاء الله بصورةٍ رسميةٍ وصريحةٍ في وصيته «كتابُ عهدي» الذي كتبه بخط يده، وكذلك ذكر بصورةٍ واضحةٍ في «الكتاب الأقدس» خلافة ابنه الأكبر عبد البهاء له، وطلب من البهائيين أن يتبعوه بعد وفاته. وقد سبق له أن أشار بصورةٍ واضحةٍ إلى عبد البهاء أيضًا في كتاباتٍ أخرى، مثل «سورة الغصن» التي كتبها أثناء نفيه في أدرنة، و «لوح أرض الباء» الذي كتبه في سجن عكا. وقد منح عبد البهاء الحق الحصري في شرح كتاباته وتعاليمه وأحكامه، وتوضيح مسائل الغموض والاختلاف الواردة للبهائيين لعبد البهاء. وتنصّ هذه الوثائق أيضًا صراحةً على وجوب الاعتراف بعبد البهاء كنموذجٍ كاملٍ يعكس التعاليم والحياة البهائية والمثل الأعلى لتطبيق تعاليم بهاء الله. يُعرف عبد البهاء في الديانة البهائية بـ «مركز العهد والميثاق». وبعد وفاة بهاء الله قاد الجامعة البهائية في فترةٍ صعبةٍ وحساسةٍ للغاية. غالبًا ما تتعرض الحركات الدينية للتحدي بعد وفاة الرسول ومؤسس الدين، وتواجه خطر الانفصال والانحراف عن تعاليمها الأساسية. في هذا الصدد، استطاع عبد البهاء، رغم التهديدات الخطيرة والصعوبات التي واجهها، أن يحافظ على وحدة هذا الدين ومبادئه الأساسية، ويمنع الانقسامات والانشقاقات العقائدية والطائفية داخله.
خلال فترة حياة بهاء الله، كان سكرتير والده وممثله في كثيرٍ من المجامع. قضى معظم حياته في السجن والنفي. تم نفيه إلى العراق مع والده عندما كان في التاسعة من عمره، وأخيرًا في سن 64 (عام 1908) أُطلق سراحه من المنفى والسجن بعد أكثر من خمسة عقودٍ، مع إطلاق سراح جميع المعتقلين في الإمبراطورية العثمانية نتيجة ثورة تركيا الفتاة. بعد الإفراج عنه، سافر إلى مصر وأوروبا وأمريكا الشمالية لنشر وترويج تعاليم والده، واللقاء بالبهائيين في العالم.
أما في بلاد الغرب فقد قوبل في كل مكانٍ بالتبجيل والاحترام واستضافة العلماء وكبار رجال الدين من كل الطوائف، فبهرتهم مبادئه. تحدث وخطب في مؤسساتٍ ومجامع وجامعاتٍ علميةٍ ومنابر دينيةٍ عديدةٍ في مدن أوروبا والولايات المتحدة وكندا، وتم إجراء مقابلاتٍ عديدةٍ معه من قِبل الصحف والمجلات الرسمية وغيرها في تلك الدول. لعبت رحلاته إلى الغرب التي دامت ثلاث سنواتٍ دورًا مهمًا في تأسيس مجتمعاتٍ بهائيةٍ في العالم، ونشر التعاليم البهائية عالميًا. في أمريكا الشمالية، سافر إلى حوالي 45 مدينة في الولايات المتحدة وكندا. خلال هذه الرحلة، ألقى حوالي 373 خطبةً، وألتقى بها مع ما مجموعه حوالي 93000 شخصًا. عُرف عبد البهاء في أوروبا والولايات المتحدة بـ «نبيّ السلام». وغالبًا ما كانت الصحافة تُشير إليه في ذلك الوقت باسم «النبي الإيراني». قابله في رحلته شخصياتٍ غربيةً بارزةً مثل ألكسندر جراهام بيل مخترع الهاتف، والرئيس روزفلت الرئيس السابق للولايات المتحدة، والأدميرال بيري مكتشف القارة القطبية الجنوبية. غالبًا ما شرح عبد البهاء في خطاباته في الغرب المعتقدات والمبادئ الأساسية للدين البهائي، بما في ذلك وجوب تحري الحقيقة بشكلٍ مستقلٍ وخالٍ من التحيز، وكيف أن الأديان جميعها مظاهر مختلفة لحقيقةٍ واحدةٍ، وضرورة انسجام الدين مع العلم والعقل، وأن الجنس البشري واحدٌ والجميع متساوون أمام الله، والتعصبات الدينية والسياسية والتحيزات القومية المدمّرة جميعها تستند إلى الجهل، ووجوب القضاء على الفقر المدقع والثروة المفرطة، ويجب أن يكون الجميع متساوون أمام القانون بحيث تسود العدالة في المجتمع، ويجب أن يكون الرجال والنساء متساوون في الحقوق، ووجوب تربية وتعليم جميع الأطفال. كما تناول عبد البهاء قضية السلام بكرّاتٍ عديدةٍ في خطاباته، محذرًا من أن الاضطرابات في البلقان يمكن أن تتصاعد إلى حربٍ من شأنها أن تجتاح أوروبا. وأعطى في أمريكا أهميةً خاصةً لقضية اختلاف العرق وشجّع الناس من أعراقٍ مختلفةٍ على البحث عن أرضيةٍ مشتركةٍ معًا وإيجاد التعاون فيما بينها. وشدّد على قضية الفقر حيث التقى في أمريكا وأوروبا بالعديد من الفقراء ووصّى على الواجب الاجتماعي للأغنياء تجاه الفقراء.
كان لعباس أفندي فرص الالتقاء والاتصال بنفرٍ غير قليلٍ من أعلام العصر اللامعين في الشرق أيضًا، وخاصةً في العالم العربي بين بيروت وعكاء وحيفا والإسكندرية والقاهرة، امتدت صلاته لتشمل الشيخ الإمام محمد عبده، والأمير شكيب أرسلان، والمؤرخ محمد جميل بيهم، والشيخ يوسف علي، وسليم قبعين، ومحمود عباس العقاد، والشيخ محمد بخيت، ومفتي حيفا الشيخ محمد مراد، والأمير محمد علي ابن الخديوي توفيق، والخديوي إسماعيل، والشاعر وديع البستاني، والكاتب إميل زيدان، وجبران خليل جبران. كما تأثّر بشخصية عباس أفندي بصورةٍ غير مباشرةٍ كلٌ من الكاتب اللبناني أمين الريحاني وزميله ميخائيل نعيمة. وهناك من راسلوه وطلبوا نصحه مثل الكاتب جبران ساسي المهاجر من سوريا إلى مصر.
قام عبد البهاء بإرساء قواعد الوحدة والاتحاد بين البهائيين وحماهم من الإنقسام والإنشقاق وشجعهم على تطوير قدراتهم لخدمة الإنسانية. وكرّس فترة ولايته لتعزيز وترويج المثل العليا للسلام والوحدة والاتحاد بين جموع الناس في كل مكانٍ، وعمل على تشجيع تأسيس المؤسسات البهائية المحلية، فشهدت فترة ولايته نمو الدين البهائي من مجتمعاتٍ دينيةٍ صغيرةٍ محدودةٍ في مناطق قليلة في آسيا وأفريقيا، إلى مجتمعاتٍ حيويةٍ تسعى لتعزيز المثل العليا للوحدة الإنسانية في خمس قاراتٍ، محافظًا على وحدتها. وحاول جاهدًا تعزيز تلك المجتمعات البهائية في تلك المناطق بزيارتهم ومراسلتهم. التقى بالعديد من الشخصيات البارزة في تلك المناطق، وألقى العديد من الخطب في مجامع ومؤسسات وجامعات علمية ومنابر دينية متعددة تدعو للوحدة والتآخي والسلام.
في عام 1908م كتب عبد البهاء وصيته المعروفة باسم «ألواح الوصايا»، والتي شرح فيها بإسهابٍ طبيعة ووظيفة المؤسسات التي أشار إليها بهاء الله لإدارة شئون الدين، مشيرًا للمؤسستين الرئيسيتين وهما مؤسسة «ولاية الأمر» و«بيت العدل الأعظم». أُعطيت صلاحية تفسير وتبيين التعاليم البهائية إلى مؤسسة «ولاية الأمر»، وأصبح شوقي أفندي رباني وليّاً للدين البهائي. فكما عيّن بهاء الله ابنه عبد البهاء ليكون مركزاً للعهد والميثاق، ومفسّراً ومبيّناً لتعاليمه وأحكامه، أصبح لوليّ أمر الله نفس الصلاحية، وبات شوقي أفندي المرجع الأعلى للبهائيين للعودة إليه في الأمور التي تخصّ عقيدتهم، بعد وفاته. ذكر عبد البهاء في "ألواح الوصايا" بيت العدل الأعظم الذي أُعطيت له الصلاحيات التشريعية والإدارية فيما يتعلق بالجامعة البهائية. وأشارت الوثيقة أيضًا إلى أنَّ ولي أمر الله يمكن له أن يستعين بأفرادٍ مؤهلين لمساعدته في إدارة شئون الجامعة. ويلقّب هؤلاء الأفراد بـ أيادي أمر الله.

### أثناء دورة شوقي أفندي - مؤسسة ولاية الأمر
انتقلت مسؤولية قيادة الجامعة البهائية عالميًا وجواز شرح وتوضيح كتابات وآثار بهاء الله بعد وفاة عبد البهاء إلى حفيده الأكبر شوقي أفندي، بحسب وصية عبد البهاء الخطية في «ألواح الوصايا». ويؤكّد عبد البهاء أيضًا في هذه الوثيقة، على تشكيل بيت العدل الأعظم مستقبلًا، والذي تم ذكره كأعلى هيئةٍ تشريعيةٍ في كتابات بهاء الله. كما يوضّح عبد البهاء كيف يتم انتخاب هذه الهيئة الروحانيّة والإداريّة العليا من قبل المحافل المركزية. ويذكر شوقي أفندي بأن ألواح الوصايا تعتبر وثيقةً لتشكيل النظام الإداري البهائي. وبعد وفاة عبد البهاء، شرح شوقي أفندي العديد من التفاصيل المتعلقة بهذا النظام الإداري، والتي تم تنفيدها بعد وفاته.
تولى شوقي أفندي رباني شؤون الجامعة البهائيّة عام 1921م. وقد كرّس شوقي أفندي طاقاته منذ مستهل ولايته، لتطوير النظام الإداري. قام شوقي أفندي بولاية شوؤن الأمر البهائي وكان من أهم مسئولياته حماية الدين البهائي والدفاع عنه والمحافظة على الوحدة بين صفوفه. بالإضافة إلى ذلك، كتب شوقي أفندي العديد من الكتب والمقالات، وقام بترجمة كتابات بهاء الله من الفارسية والعربية إلى اللغة الإنجليزية، ووضع نموذجًا للآخرين للترجمة مستقبلًا. قام أيضًا بتلخيص وترجمة كتاب «تاريخ النبيل» الذي يعتبر من الكتب التاريخية المهمة للبهائيين، وهو من أهم الكتب التي تسرد تفاصيل تاريخ الدين البهائي ونشأته، في كتابٍ سمي بـ «مطالع الأنوار». كما قام أيضًا بشكلٍ مستقلٍ بتدوين تاريخ الدين البهائي بدقةٍ ومنهجيةٍ في أربعة مجلداتٍ تحت عنوان "God Passes By" والذي تُرجم إلى «القرن البديع».
في موازاة ذلك، نفّذ شوقي أفندي برامج لنشر وترويج الدين البهائي في جميع أنحاء العالم، وأرسل شخصيًا العديد من الرسائل إلى البهائيين في العالم يدعوهم إلى أداء واجباتهم وتقديم خدماتهم بإخلاصٍ لمجتمعاتهم. كما قام بتخطيط نقاط الهجرة حول العالم وتشجيع المهاجرين لترك أوطانهم وتعمير البلدان. خلال هذه السنوات، زاد عدد الدول التي وصلت إليها رسالة بهاء الله من 35 إلى 219. قام أيضًا بتوسيع المركز البهائي العالمي في مدينة حيفا وشراء الأراضي والحدائق حول مقام الباب وتصميمها وتنفيذها. قام ببناء قبةٍ جميلةٍ على مرقد الباب، المعروف بـ «المقام الأعلى»، ورتّب أيضًا حدائق فريدةٍ حول مرقد بهاء الله خارج مدينة عكا، والمعروف باسم «الروضة المباركة». قام بتجهيز مبنى «دار الآثار» الذي يضم جميع آثار وكتابات الباب وبهاء الله الأصلية. وقد تم اتخاذ كل هذه الإجراءات لتوفير فضاءٍ روحانيٍ مناسبٍ للمركز الإداري والروحاني للجامعة البهائية العالمية. خلال هذه السنوات، ركّز اهتمامه على بناء المؤسسات المحلية والمركزية وشرح مبادئ انتخابات المحافل الروحانية في المجتمعات البهائية في جميع أنحاء العالم. بالنسبة لمجتمعٍ لا يحتوي على كهنةٍ ورجال دينٍ، فإن هذه المؤسسات المنتخبة ديمقراطيًا تُعتبر أساس الوحدة والتقدم والاستدامة. سعى شوقي أفندي إلى تنمية المجتمعات البهائية الوليدة إلى المستوى الذي أصبحت فيه المؤسسات الإدارية قادرةً على تشكيل بيت العدل الأعظم مستقبلًا.

### بعد شوقي أفندي - تأسيس بيت العدل الأعظم
بعد وفاة شوقي أفندي في سنة 1957م، دون أن يترك وصيةً أو نجلاً، انتقلت إدارة الشؤون البهائية إلى الإدارة البهائية العالمية المتمثلة في بيت العدل الأعظم. وضع حضرة بهاء الله مقومات تأسيس بيت العدل الأعظم في الكتاب الأقدس، وقد انتُخبت هذه الهيئة العليا للدين البهائي لأول مرةٍ سنة 1963م من قِبَل 56 محفلًا روحانيًا مركزيًا حول العالم. باشر بيت العدل الأعظم أعماله بمتابعة تحكيم المجتمع البهائي العالمي وحفظ وحدته واستمرار تقدمه كما خطط له شوقي أفندي. وقام البهائيون بالحفاظ على الميثاق الذي شرعه بهاء الله بنظامه الإداري، والذي طور مفاهيمه عبد البهاء وكذلك من بعده شوقي أفندي، وعلى هذه الأسس تم إنشاء النظم الإداري البهائي. وفي التصريح التالي، يقدم شوقي أفندي وصفًا للميزة التي تتمتع بها المؤسسات البهائيّة:
قام بيت العدل الأعظم في عام 1972م بوضع «ميثاق الأمانة» وهو النظام الأساسي الذي شرح فيه وظائفه ومسؤولياته ونطاق عمله. ويمكن تلخيص هذه الواجبات والمسؤوليات على النحو التالي: إدارة شؤون المجتمع البهائي عالميًا، وتوجيه وتنظيم وتنسيق الأنشطة البهائية في جميع أنحاء العالم، وحماية النصوص والآثار البهائية، وحماية الجامعة البهائية من الاضطهاد والقمع؛ ونشر تعاليم بهاء الله، وتوسيع وتقوية النظام الإداري البهائي؛ وتعزيز الصفات الروحية في المجتمع البهائي، وترويج السلام بين الأمم؛ وتنفيذ أو إلغاء أو تغيير تلك الأوامر والأحكام غير المنصوصة عليها صراحةً من قِبل بهاء الله، وضمان حقوق الأفراد وحرياتهم وإقداماتهم؛ وتطبيق أصول وأحكام الدين البهائي.

## أنظر أيضًا
- المركز البهائي العالمي
- حدائق البهائيين
- بيت العدل الأعظم
- تاريخ البهائية

## روابط خارجية
- النظم الإداري البهائي (من الموقع الرسمي للجامعة البهائية العالمية)
- الدين البهائي: بحث ودراسة (باللغة العربية) تأليف وليم هاتشر ودقلس مارتن-الطبعة الثانية، وترجمة عبد الحسين فكري
- بهاء الله والعصر الجديد (باللغة الإنجليزية واللغة العربية) تأليف ج.ي. أسلمنت - J. E. Esslemont US Bahá’í Publishing Trust, 1980 edition
- بهاء الله، من مجموعة ألواح حضرة بهاء الله، نزلت بعد الكتاب الأقدس، من منشورات دار النشر البهائية في بلجيكا، 1980م
- شوقي أفندي، دورة بهاء الله: ملحق الإدارة البهائية، المحفل الروحاني المركزي للقطر المصري والسودان، الإسكندرية ،1947م
- الصور من الموقع: http://media.bahai.org (وبترخيص)
- موقع الإسلام والدين البهائي (عربي وإنكليزي)